# Ligne de tramway G (ELRT)
La ligne G est une ancienne ligne du tramway de Roubaix Tourcoing.

## Histoire
Vers 1920, la ligne K Roubaix Gare - Roubaix PN de Cartigny est fusionnée avec le G et ce dernier est prolongé vers le PN de Cartigny.
Elle est supprimée le 2 mai 1953.